# Pirro Maria Gabrielli
Pirro Maria Gabrielli o Gabbrielli (Siena, 1643 – Siena, 19 dicembre 1705) è stato un medico italiano.

## Biografia
Professore di medicina teorica e di botanica all'Università di Siena, nel 1691 diede vita in Siena all'Accademia dei Fisiocritici. Fu socio dell'Accademia Imperiale della Germania, alla quale inviò numerose osservazioni.

## Opere

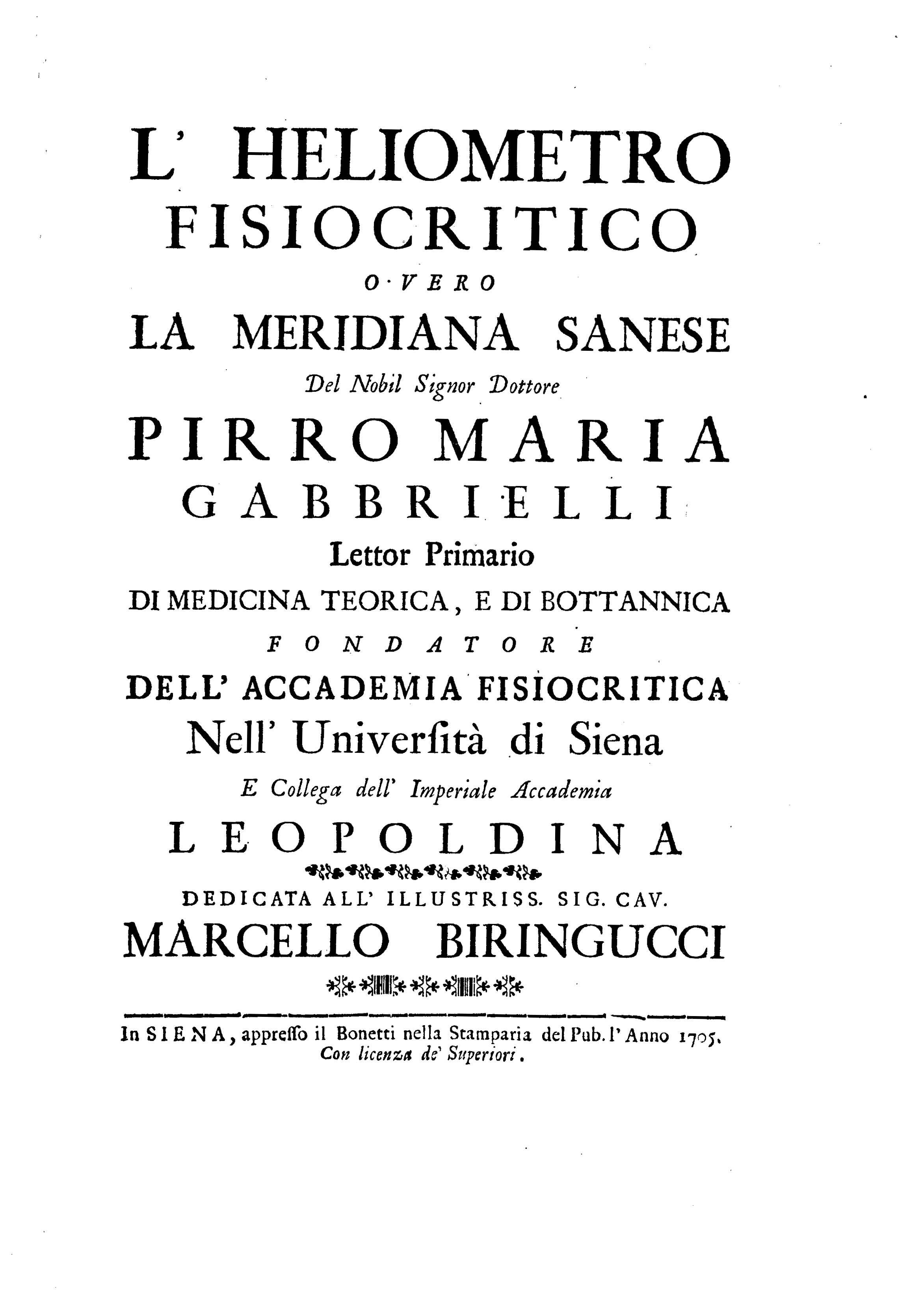
Heliometro fisiocritico, o vero La meridiana sanese, 1705

- Pirro Maria Gabbrielli, Heliometro fisiocritico, o vero La meridiana sanese, In Siena, Bonetti, 1705.